# بارسيو (آن)
بارسيو (بالفرنسية: Parcieux)‏ هي بلدية فرنسية تقع في إقليم الآن في فرنسا. رمز إنسي لها هو:1285. أما الرمز البريدي لها فهو: 1600.